# Sargus bipunctatus
Espèce
Sargus bipunctatus est une espèce d'insectes de l'ordre des diptères, du sous-ordre des brachycères (à antennes courtes), une mouche de la famille des Stratiomyidae.

## Description

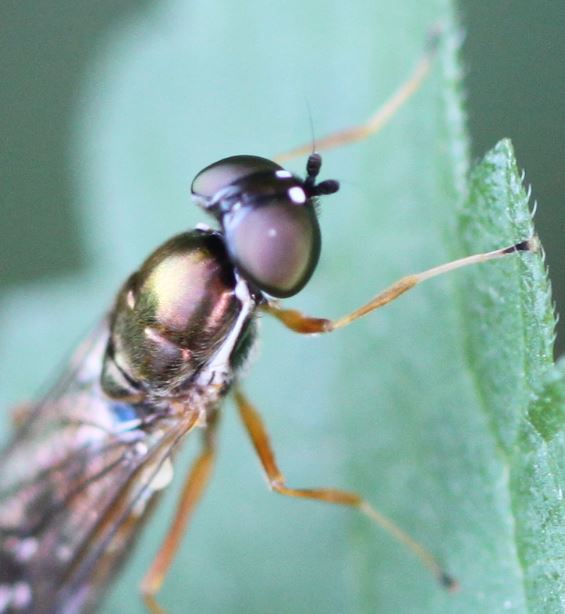
Sargus bipunctatus

Long jusqu'à 15 mm, l'adulte présente deux petites taches blanches situées à l'avant de la tête vers le bas (d'où son épithète spécifique) ; les gros yeux à facettes du mâle sont séparés par une étroite bande frontale, mais nettement plus écartés chez la femelle. 

## Distribution
Eurasiatique : espèce largement répandue en Europe, de l'Espagne à la Scandinavie, à la Russie, à la Grèce ; en Asie : Moyen-Orient.